# メリーランド州の都市圏の一覧

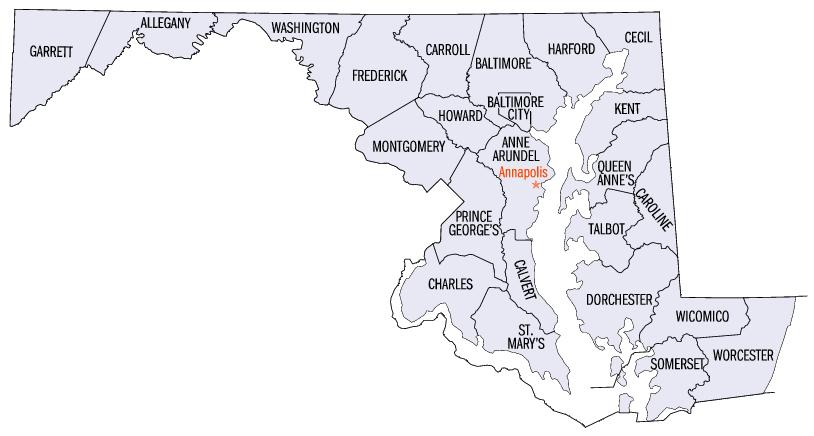
メリーランド州の23郡および1独立市を示す地図

本項目はメリーランド州の都市圏の一覧（メリーランドしゅうのとしけんのいちらん）である。
アメリカ合衆国国勢調査局は、メリーランド州に合同統計地域（CSA/広域都市圏）3ヶ所、大都市統計地域（MSA/都市圏）6ヶ所、および小都市統計地域（μSA/小都市圏）4ヶ所を定義している。下表には、左列より以下の情報を示す。
- 合同統計地域（定義されている場合）の名称
- 合同統計地域の人口
- コアベース統計地域（大都市統計地域および小都市統計地域）の名称
- コアベース統計地域の人口
- 各統計地域に含まれる郡および独立市の名称
- 各統計地域に含まれる郡および独立市の人口

なお、下表においては、メリーランド州と他州にまたがる合同統計地域およびコアベース統計地域については、名称と統計地域の総人口を青緑色で、メリーランド州内の人口を黒色でそれぞれ示す。また、他州のコアベース統計地域、郡、独立市、およびコロンビア特別区については、その名称と人口を緑色でそれぞれ示す。
下表における人口の数値はすべて2020年に行われた国勢調査時のものである。また、合同統計地域、コアベース統計地域（大都市統計地域・小都市統計地域）のいずれも、2023年7月21日時点での定義に従う。
| 合同統計地域                                     | 人口                 | コアベース統計地域                               | 人口                | 郡/独立市/特別区                     | 人口      |
| ------------------------------------------------ | -------------------- | ------------------------------------------------ | ------------------- | ------------------------------------ | --------- |
| ワシントン・ボルチモア・アーリントン広域都市圏   | 10,028,331 5,743,428 | ワシントン・アーリントン・アレクサンドリア都市圏 | 6,278,542 2,467,596 | バージニア州フェアファックス郡       | 1,150,309 |
| ワシントン・ボルチモア・アーリントン広域都市圏   | 10,028,331 5,743,428 | ワシントン・アーリントン・アレクサンドリア都市圏 | 6,278,542 2,467,596 | モンゴメリー郡                       | 1,062,061 |
| ワシントン・ボルチモア・アーリントン広域都市圏   | 10,028,331 5,743,428 | ワシントン・アーリントン・アレクサンドリア都市圏 | 6,278,542 2,467,596 | プリンスジョージズ郡                 | 967,201   |
| ワシントン・ボルチモア・アーリントン広域都市圏   | 10,028,331 5,743,428 | ワシントン・アーリントン・アレクサンドリア都市圏 | 6,278,542 2,467,596 | コロンビア特別区                     | 689,545   |
| ワシントン・ボルチモア・アーリントン広域都市圏   | 10,028,331 5,743,428 | ワシントン・アーリントン・アレクサンドリア都市圏 | 6,278,542 2,467,596 | バージニア州プリンスウィリアム郡     | 482,204   |
| ワシントン・ボルチモア・アーリントン広域都市圏   | 10,028,331 5,743,428 | ワシントン・アーリントン・アレクサンドリア都市圏 | 6,278,542 2,467,596 | バージニア州ラウドン郡               | 420,959   |
| ワシントン・ボルチモア・アーリントン広域都市圏   | 10,028,331 5,743,428 | ワシントン・アーリントン・アレクサンドリア都市圏 | 6,278,542 2,467,596 | フレデリック郡                       | 271,717   |
| ワシントン・ボルチモア・アーリントン広域都市圏   | 10,028,331 5,743,428 | ワシントン・アーリントン・アレクサンドリア都市圏 | 6,278,542 2,467,596 | バージニア州アーリントン郡           | 238,643   |
| ワシントン・ボルチモア・アーリントン広域都市圏   | 10,028,331 5,743,428 | ワシントン・アーリントン・アレクサンドリア都市圏 | 6,278,542 2,467,596 | チャールズ郡                         | 166,617   |
| ワシントン・ボルチモア・アーリントン広域都市圏   | 10,028,331 5,743,428 | ワシントン・アーリントン・アレクサンドリア都市圏 | 6,278,542 2,467,596 | バージニア州アレクサンドリア市       | 159,467   |
| ワシントン・ボルチモア・アーリントン広域都市圏   | 10,028,331 5,743,428 | ワシントン・アーリントン・アレクサンドリア都市圏 | 6,278,542 2,467,596 | バージニア州スタフォード郡           | 156,927   |
| ワシントン・ボルチモア・アーリントン広域都市圏   | 10,028,331 5,743,428 | ワシントン・アーリントン・アレクサンドリア都市圏 | 6,278,542 2,467,596 | バージニア州スポットシルベニア郡     | 140,032   |
| ワシントン・ボルチモア・アーリントン広域都市圏   | 10,028,331 5,743,428 | ワシントン・アーリントン・アレクサンドリア都市圏 | 6,278,542 2,467,596 | バージニア州フォーキア郡             | 72,972    |
| ワシントン・ボルチモア・アーリントン広域都市圏   | 10,028,331 5,743,428 | ワシントン・アーリントン・アレクサンドリア都市圏 | 6,278,542 2,467,596 | ウェストバージニア州ジェファーソン郡 | 57,701    |
| ワシントン・ボルチモア・アーリントン広域都市圏   | 10,028,331 5,743,428 | ワシントン・アーリントン・アレクサンドリア都市圏 | 6,278,542 2,467,596 | バージニア州カルペパー郡             | 52,552    |
| ワシントン・ボルチモア・アーリントン広域都市圏   | 10,028,331 5,743,428 | ワシントン・アーリントン・アレクサンドリア都市圏 | 6,278,542 2,467,596 | バージニア州マナサス市               | 42,772    |
| ワシントン・ボルチモア・アーリントン広域都市圏   | 10,028,331 5,743,428 | ワシントン・アーリントン・アレクサンドリア都市圏 | 6,278,542 2,467,596 | バージニア州ウォーレン郡             | 40,727    |
| ワシントン・ボルチモア・アーリントン広域都市圏   | 10,028,331 5,743,428 | ワシントン・アーリントン・アレクサンドリア都市圏 | 6,278,542 2,467,596 | バージニア州フレデリックスバーグ市   | 27,982    |
| ワシントン・ボルチモア・アーリントン広域都市圏   | 10,028,331 5,743,428 | ワシントン・アーリントン・アレクサンドリア都市圏 | 6,278,542 2,467,596 | バージニア州フェアファックス市       | 24,146    |
| ワシントン・ボルチモア・アーリントン広域都市圏   | 10,028,331 5,743,428 | ワシントン・アーリントン・アレクサンドリア都市圏 | 6,278,542 2,467,596 | バージニア州マナサスパーク市         | 17,219    |
| ワシントン・ボルチモア・アーリントン広域都市圏   | 10,028,331 5,743,428 | ワシントン・アーリントン・アレクサンドリア都市圏 | 6,278,542 2,467,596 | バージニア州クラーク郡               | 14,783    |
| ワシントン・ボルチモア・アーリントン広域都市圏   | 10,028,331 5,743,428 | ワシントン・アーリントン・アレクサンドリア都市圏 | 6,278,542 2,467,596 | バージニア州フォールズチャーチ市     | 14,658    |
| ワシントン・ボルチモア・アーリントン広域都市圏   | 10,028,331 5,743,428 | ワシントン・アーリントン・アレクサンドリア都市圏 | 6,278,542 2,467,596 | バージニア州ラッパハノック郡         | 7,348     |
| ワシントン・ボルチモア・アーリントン広域都市圏   | 10,028,331 5,743,428 | ボルチモア・コロンビア・タウソン都市圏           | 2,844,510           | ボルチモア郡                         | 854,535   |
| ワシントン・ボルチモア・アーリントン広域都市圏   | 10,028,331 5,743,428 | ボルチモア・コロンビア・タウソン都市圏           | 2,844,510           | アナランデル郡                       | 588,261   |
| ワシントン・ボルチモア・アーリントン広域都市圏   | 10,028,331 5,743,428 | ボルチモア・コロンビア・タウソン都市圏           | 2,844,510           | ボルチモア市                         | 585,708   |
| ワシントン・ボルチモア・アーリントン広域都市圏   | 10,028,331 5,743,428 | ボルチモア・コロンビア・タウソン都市圏           | 2,844,510           | ハワード郡                           | 332,317   |
| ワシントン・ボルチモア・アーリントン広域都市圏   | 10,028,331 5,743,428 | ボルチモア・コロンビア・タウソン都市圏           | 2,844,510           | ハーフォード郡                       | 260,924   |
| ワシントン・ボルチモア・アーリントン広域都市圏   | 10,028,331 5,743,428 | ボルチモア・コロンビア・タウソン都市圏           | 2,844,510           | キャロル郡                           | 172,891   |
| ワシントン・ボルチモア・アーリントン広域都市圏   | 10,028,331 5,743,428 | ボルチモア・コロンビア・タウソン都市圏           | 2,844,510           | クイーンアンズ郡                     | 49,874    |
| ワシントン・ボルチモア・アーリントン広域都市圏   | 10,028,331 5,743,428 | ヘイガーズタウン・マーティンズバーグ都市圏       | 293,844 154,705     | ワシントン郡                         | 154,705   |
| ワシントン・ボルチモア・アーリントン広域都市圏   | 10,028,331 5,743,428 | ヘイガーズタウン・マーティンズバーグ都市圏       | 293,844 154,705     | ウェストバージニア州バークレー郡     | 122,076   |
| ワシントン・ボルチモア・アーリントン広域都市圏   | 10,028,331 5,743,428 | ヘイガーズタウン・マーティンズバーグ都市圏       | 293,844 154,705     | ウェストバージニア州モーガン郡       | 17,063    |
| ワシントン・ボルチモア・アーリントン広域都市圏   | 10,028,331 5,743,428 | レキシントンパーク都市圏                         | 206,560             | セントメアリーズ郡                   | 113,777   |
| ワシントン・ボルチモア・アーリントン広域都市圏   | 10,028,331 5,743,428 | レキシントンパーク都市圏                         | 206,560             | カルバート郡                         | 92,783    |
| ワシントン・ボルチモア・アーリントン広域都市圏   | 10,028,331 5,743,428 | チェンバーズバーグ都市圏                         | 155,932             | ペンシルベニア州フランクリン郡       | 155,932   |
| ワシントン・ボルチモア・アーリントン広域都市圏   | 10,028,331 5,743,428 | ウィンチェスター都市圏                           | 142,632             | バージニア州フレデリック郡           | 91,419    |
| ワシントン・ボルチモア・アーリントン広域都市圏   | 10,028,331 5,743,428 | ウィンチェスター都市圏                           | 142,632             | バージニア州ウィンチェスター市       | 28,120    |
| ワシントン・ボルチモア・アーリントン広域都市圏   | 10,028,331 5,743,428 | ウィンチェスター都市圏                           | 142,632             | ウェストバージニア州ハンプシャー郡   | 23,093    |
| ワシントン・ボルチモア・アーリントン広域都市圏   | 10,028,331 5,743,428 | イーストン小都市圏                               | 37,526              | タルボット郡                         | 37,526    |
| ワシントン・ボルチモア・アーリントン広域都市圏   | 10,028,331 5,743,428 | レイク・オブ・ザ・ウッズ小都市圏                 | 36,254              | バージニア州オレンジ郡               | 36,254    |
| ワシントン・ボルチモア・アーリントン広域都市圏   | 10,028,331 5,743,428 | ケンブリッジ小都市圏                             | 32,531              | ドーチェスター郡                     | 32,531    |
| ソールズベリー・オーシャンパインズ広域都市圏     | 180,688              | ソールズベリー都市圏                             | 128,208             | ワイカミコ郡                         | 103,588   |
| ソールズベリー・オーシャンパインズ広域都市圏     | 180,688              | ソールズベリー都市圏                             | 128,208             | サマセット郡                         | 24,620    |
| ソールズベリー・オーシャンパインズ広域都市圏     | 180,688              | オーシャンパインズ小都市圏                       | 52,460              | ウースター郡                         | 52,460    |
| フィラデルフィア・レディング・カムデン広域都市圏 | 7,379,700 103,725    | フィラデルフィア・カムデン・ウィルミントン都市圏 | 6,245,051 103,725   | ペンシルベニア州フィラデルフィア郡   | 1,603,797 |
| フィラデルフィア・レディング・カムデン広域都市圏 | 7,379,700 103,725    | フィラデルフィア・カムデン・ウィルミントン都市圏 | 6,245,051 103,725   | ペンシルベニア州モントゴメリー郡     | 856,553   |
| フィラデルフィア・レディング・カムデン広域都市圏 | 7,379,700 103,725    | フィラデルフィア・カムデン・ウィルミントン都市圏 | 6,245,051 103,725   | ペンシルベニア州バックス郡           | 646,538   |
| フィラデルフィア・レディング・カムデン広域都市圏 | 7,379,700 103,725    | フィラデルフィア・カムデン・ウィルミントン都市圏 | 6,245,051 103,725   | ペンシルベニア州デラウェア郡         | 576,830   |
| フィラデルフィア・レディング・カムデン広域都市圏 | 7,379,700 103,725    | フィラデルフィア・カムデン・ウィルミントン都市圏 | 6,245,051 103,725   | デラウェア州ニューカッスル郡         | 570,719   |
| フィラデルフィア・レディング・カムデン広域都市圏 | 7,379,700 103,725    | フィラデルフィア・カムデン・ウィルミントン都市圏 | 6,245,051 103,725   | ペンシルベニア州チェスター郡         | 534,413   |
| フィラデルフィア・レディング・カムデン広域都市圏 | 7,379,700 103,725    | フィラデルフィア・カムデン・ウィルミントン都市圏 | 6,245,051 103,725   | ニュージャージー州カムデン郡         | 523,485   |
| フィラデルフィア・レディング・カムデン広域都市圏 | 7,379,700 103,725    | フィラデルフィア・カムデン・ウィルミントン都市圏 | 6,245,051 103,725   | ニュージャージー州バーリントン郡     | 461,860   |
| フィラデルフィア・レディング・カムデン広域都市圏 | 7,379,700 103,725    | フィラデルフィア・カムデン・ウィルミントン都市圏 | 6,245,051 103,725   | ニュージャージー州グロースター郡     | 302,294   |
| フィラデルフィア・レディング・カムデン広域都市圏 | 7,379,700 103,725    | フィラデルフィア・カムデン・ウィルミントン都市圏 | 6,245,051 103,725   | セシル郡                             | 103,725   |
| フィラデルフィア・レディング・カムデン広域都市圏 | 7,379,700 103,725    | フィラデルフィア・カムデン・ウィルミントン都市圏 | 6,245,051 103,725   | ニュージャージー州セーラム郡         | 64,837    |
| フィラデルフィア・レディング・カムデン広域都市圏 | 7,379,700 103,725    | レディング都市圏                                 | 428,849             | ペンシルベニア州バークス郡           | 428,849   |
| フィラデルフィア・レディング・カムデン広域都市圏 | 7,379,700 103,725    | アトランティックシティ・ハモントン都市圏         | 369,797             | ニュージャージー州アトランティック郡 | 274,534   |
| フィラデルフィア・レディング・カムデン広域都市圏 | 7,379,700 103,725    | アトランティックシティ・ハモントン都市圏         | 369,797             | ニュージャージー州ケープ・メイ郡     | 95,263    |
| フィラデルフィア・レディング・カムデン広域都市圏 | 7,379,700 103,725    | ドーバー都市圏                                   | 181,851             | デラウェア州ケント郡                 | 181,851   |
| フィラデルフィア・レディング・カムデン広域都市圏 | 7,379,700 103,725    | バインランド都市圏                               | 154,152             | ニュージャージー州カンバーランド郡   | 154,152   |
|                                                  |                      | カンバーランド小都市圏                           | 95,044 68,106       | アリゲイニー郡                       | 68,106    |
| ウェストバージニア州ミネラル郡                   | 26,938               | カンバーランド小都市圏                           | 95,044 68,106       |                                      |           |
| （設定無し）                                     | （設定無し）         | （設定無し）                                     | （設定無し）        | キャロライン郡                       | 33,293    |
| （設定無し）                                     | （設定無し）         | （設定無し）                                     | （設定無し）        | ガレット郡                           | 28,806    |
| （設定無し）                                     | （設定無し）         | （設定無し）                                     | （設定無し）        | ケント郡                             | 19,198    |

## 註
1. ↑  QuickFacts. U.S. Census Bureau. 2020年.
2. ↑  OMB Bulletin No. 23-01, Revised Delineations of Metropolitan Statistical Areas, Micropolitan Statistical Areas, and Combined Statistical Areas, and Guidance on Uses of the Delineations of These Areas. Office of Management and Budget. 2023年7月21日.